# Clippingdienst
Ein Clippingdienst, auch Ausschnittdienst, historisch Zeitungsausschnittbüro, Presseausschnittbüro oder Pressebeobachtungsbüro, sammelt als Dienstleister im Rahmen einer Medienbeobachtung Medienausschnitte, sogenannte Clippings, und bereitet sie auf, meist für einen Pressespiegel.
Der Dienstleister beobachtet die Medienberichterstattung dafür je nach Auftrag auf bestimmte Stichwörter hin, erfasst die entsprechenden Berichte möglichst vollständig und stellt sie dem Auftraggeber rasch zur Verfügung. Bei Printmedien können dies bis heute Zeitungsausschnitte in Papierform sein.
Diese Dienste werden vor allem durch Unternehmen, Verbände, Parteien, Verwaltungen, Institute, Kultureinrichtungen und ähnliche Organisationen in Anspruch genommen. Sie wollen so umfassend und schnell wie möglich erfahren, in welcher Form Presseorgane im Print- wie im Onlinebereich sowie andere Medien über sie berichten.

## Geschichte
Der früheste Ausschnittdienst ist das 1879 gegründete Büro „L'Argus de la Presse“ (Paris). Es geht auf die Franzosen Alfred Chérié und Auguste de Chambure zurück, die mit den gesammelten Ausschnitten zunächst Künstler bedienten. Zu dessen Kunden zählte aber auch der Mediziner Rudolf Virchow, ein besonders eifriger Sammler von Zeitungsausschnitten. Von 1881 an befasste sich zunächst in London auch Henry Romeike mit der Idee, Zeitungsausschnitte systematisch zu sammeln und weiterzuleiten. 1883 eröffnete er ein New York eine einschlägige Firma. Berlin folgte 1885. Dort war Clemens Freyer, ein Mitarbeiter des Reichstagsabgeordneten und Zentrumspolitikers Ludwig Windthorst, als Gründer des ersten deutschen Ausschnittbüros tätig. Dem neuen Gewerbe mit den dafür tätigen Lektorinnen und Lektoren kam es bald zugute, dass auch Politiker mehr und mehr Interesse an dem hatten, was in der Presse über sie zu lesen war, um darauf reagieren zu können. Um 1936 gab es in Berlin bereits sechs Ausschnittbüros (darunter die Firma Max Goldschmidt), 1968 waren es sogar 13.

## Dienstleistung
Heutige Büros beschäftigen sich nicht nur mit Ausschnitten aus Zeitungen, Zeitschriften und Anzeigenblättern; ebenso erfassen sie Hörfunk- und Fernsehsendungen, Nachrichtenagenturen, Online-Portale, Newsgroups und Weblogs. Neben kommerziellen Ausschnittbüros beobachten sehr häufig auch Beschäftigte in Pressestellen etwa von Firmen, Parteien, Ministerien, Kommunalverwaltungen und dergleichen systematisch die sie betreffenden Medienbeiträge; sie fertigen daraus Pressespiegel und ähnliche Übersichten.
Für eine gute Dienstleistung ist es entscheidend, dass die Auswerterinnen und Auswerter ein sehr zuverlässiges Gedächtnis und hohe Konzentration mit Blick auf die sehr zahlreichen und häufig wechselnden Stichwörter und Themen haben, die die Auftraggeber (Kunden) ihnen vorgegeben haben. Diese bezahlen in der Regel eine monatliche Grundgebühr für jedes Stichwort (oft wird dabei nach Kurz- oder Langzeitbeobachtung unterschieden) sowie einen Betrag pro Ausschnitt.
Üblich ist es, die erfassten Pressetexte mit einem Klebezettel zu versehen. Auf ihm sind neben der Anschrift des Ausschnittbüros der Name des Periodikums, das Datum der Ausgabe, die Seite und die Auflagenhöhe vermerkt.
Ein Beispiel dafür, wie stark sich die Arbeit der Dienstleistung verändert hat und welche Fehler dabei gemacht werden können, gab im Spätherbst 2013 die Insolvenz der früher führenden Firma Infopaq. Sie ist aus dem 1887 gegründeten „Argus Nachrichten-Büro“ (Berlin) hervorgegangen und war zuletzt im Besitz dänischer Eigentümer.

## Forschung
1939 promovierte Irene Hertha Schmidt an der staatswissenschaftlichen Fakultät der Universität Freiburg (Schweiz) mit dem Thema „Die wirtschaftliche Bedeutung und Organisation der Zeitungsausschnitte-Büros“ (veröffentlicht 1939 in Berlin). Schmidt selbst leitete von 1941 an den Ausschnittdienst „Observer“ (Wien).

## Heutige Firmen (Beispiele)
- APA-Comm (Wien)
- Argus Data Insights (Berlin und Zürich)
- blueReport (Berlin und Zürich)
- Breitenbach Media (Köln)
- Echobot Media Technologies GmbH (Karlsruhe)
- Fleischauer (Berlin)
- Landau Media (Berlin)
- mediatpress (Stuttgart)
- Meltwater (Berlin, München, Wien)
- PMG Presse-Monitor (Berlin)
- Pressrelations (Düsseldorf und Berlin)
- Observer (Wien)